# Hotel George we Lwowie

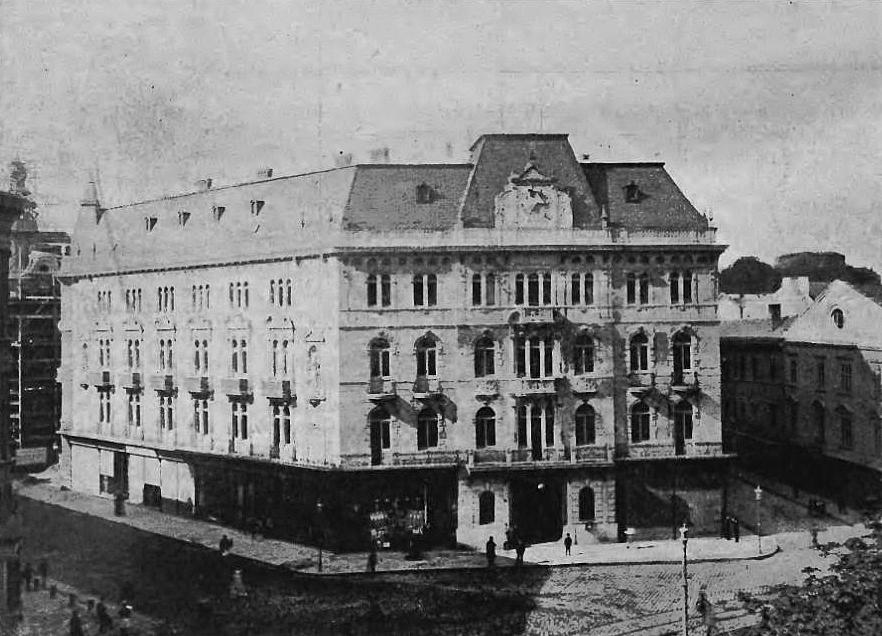
Hotel George (przed 1906)

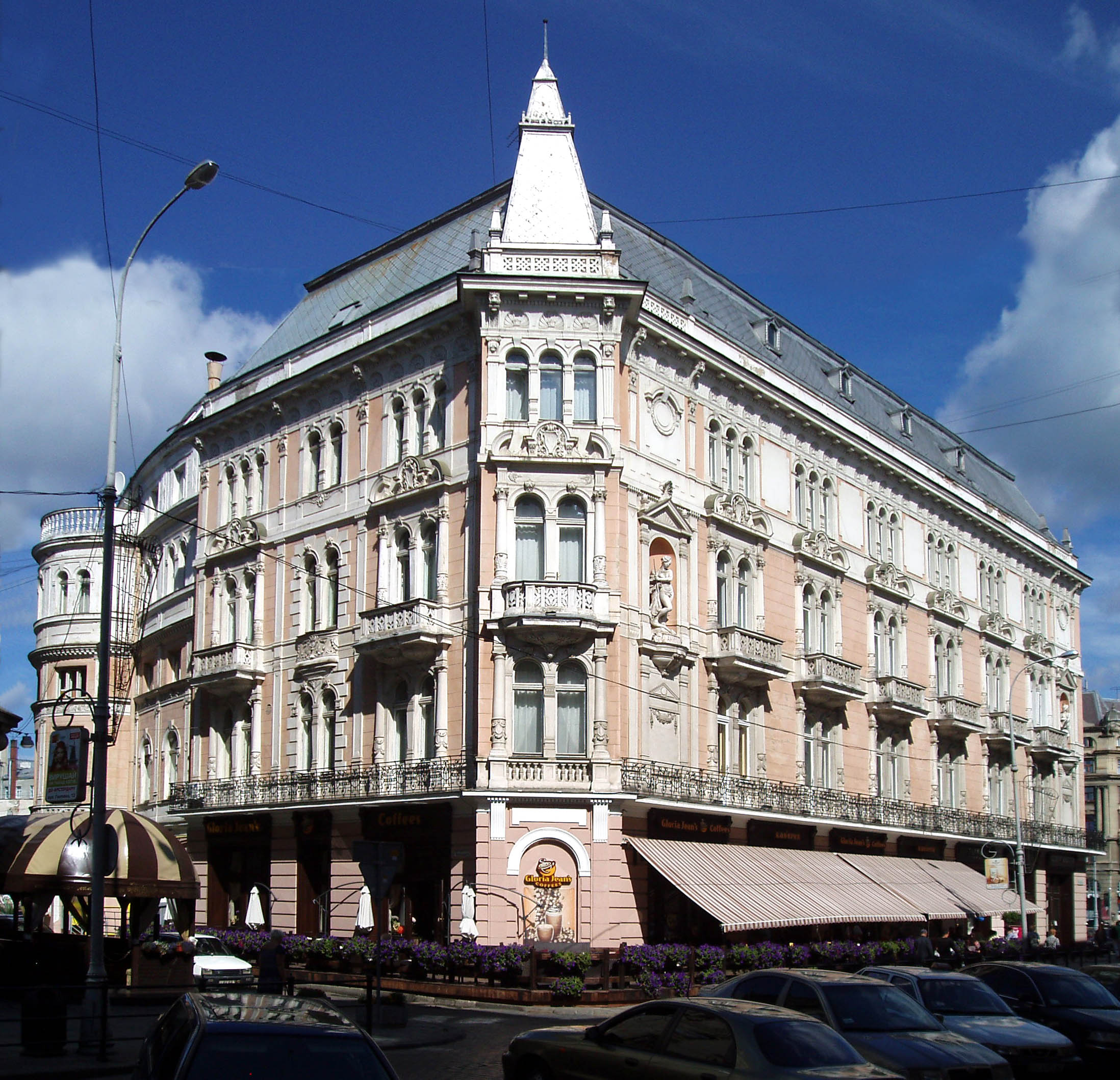
Widok od strony zaplecza

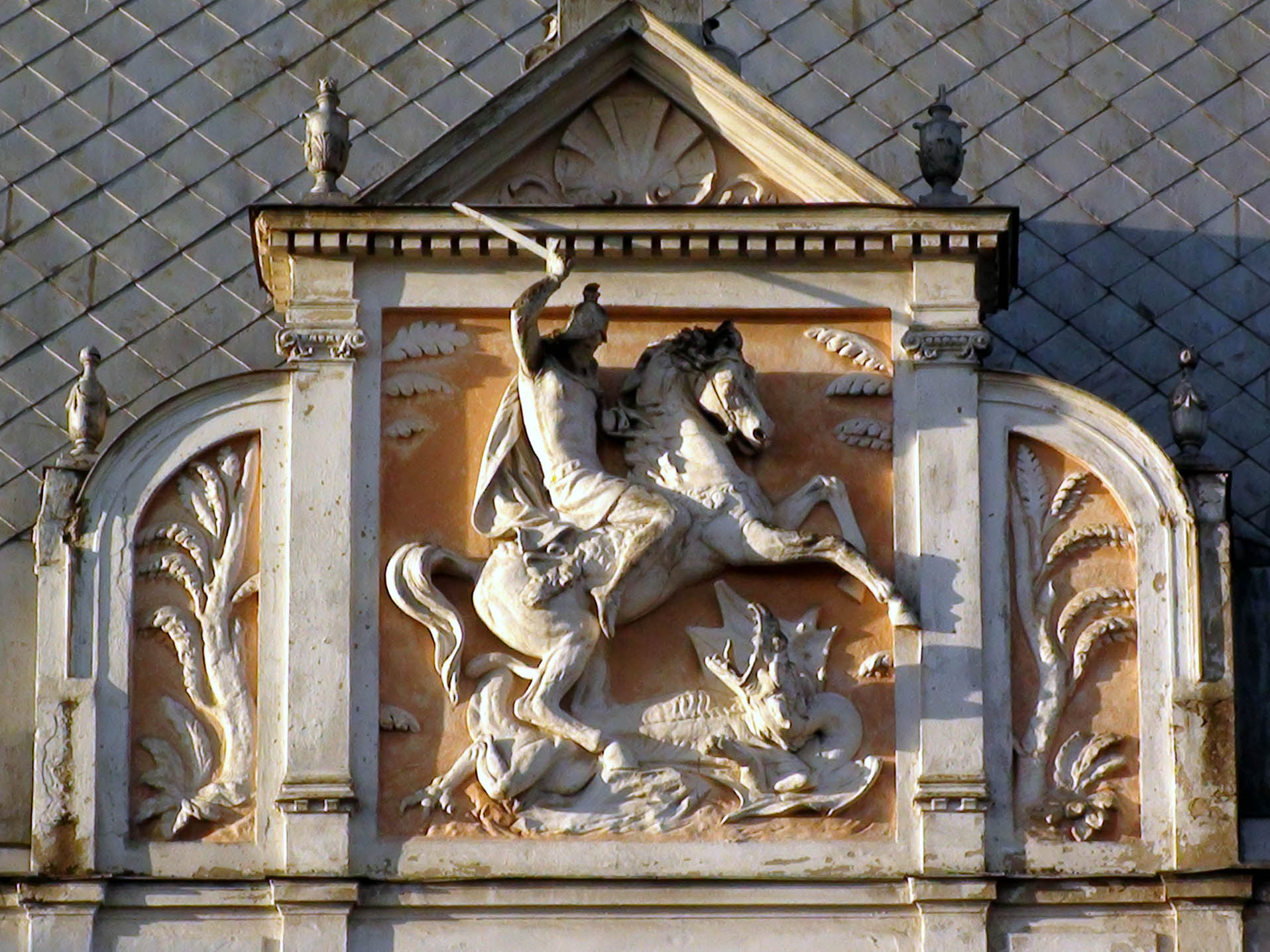
Święty Jerzy – rzeźba Leonarda Marconiego i Antoniego Popiela

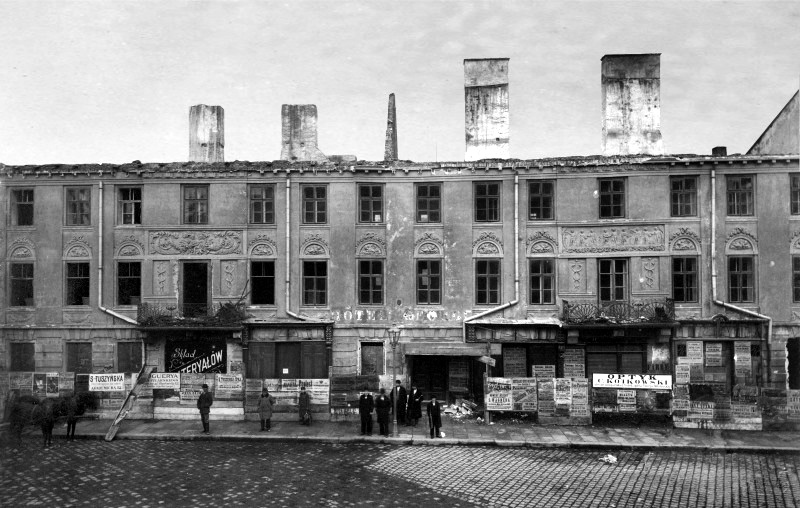
Rozbiórka dawnego budynku hotelu

Hotel George (ukr. Готель Жорж) – reprezentacyjny hotel we Lwowie, wzniesiony w latach 1899–1901 według projektu wiedeńskiego biura projektowego Fellner & Helmer. Przy realizacji współpracowali lwowscy architekci Iwan (Jan) Lewiński i Julian Cybulski.
Hotel znajduje się u zbiegu ulic Akademickiej (prospekt Szewczenka), placu Mariackiego (płoszcza Mickiewycza) i Sienkiewicza (Mykoły Woronoho).

## Historia
Według lwowskiego historyka Franciszka Jaworskiego, w 1793 na miejscu dzisiejszego Hotelu George powstał pierwszy budynek zajazdu „Pod trzema hakami”. Już w 1811 zastąpiono go nowym budynkiem hotelu „De Russie”. Otwarcie odbyło się 3 grudnia 1811. Był to klasycystyczny budynek trzykondygnacjowy o dwóch bramach wjazdowych.Fasadę pierwszej kondygnacji zdobiła rustyka, dwóch wyższych lizeny. Fasadę wieńczyła balustrada.
Ze strony ulicy Chorążczyzna (obecnie Czajkowskiego) znajdował się wielki ogród z altankami. Autorem jednej z altanek o wyglądzie greckiej świątyni był lwowski architekt Wincenty Rawski (starszy). W 1816 hotel przeszedł na własność kupca George'a Hofmanna (1778-1839). W 1888 niezrealizowany projekt modernizacji fasad hotelu sporządził architekt Alfred Kamienobrodzki
Zachował się obraz Franza Kowaliszyna i kilka fotografii dawnego hotelu. Jedna z fotografii przedstawia rozbiórkę w kwietniu 1899.
Nowy hotel według projektu biura projektowego Fellner & Helmer został otwarty 8 stycznia 1901. Początkowo liczył 93 numery, w tym 32 apartamenty klasy lux.
Hotel został nadbudowany 1906 o dwie kondygnacje według projektu architekta Iwana (Jana) Lewińskiego.
W latach 1910–1912 w hotelu mieściła się księgarnia Alfreda Altenberga, a w latach 1912–1920 wydawnictwo Altenberga, Seyfartha, Wendego i sp.
W latach 1927 przeprowadzono przebudowę układu wnętrz oraz nadbudowano piątą kondygnację od strony południowej.
W 1932 przebudowano czytelnię i restaurację według projektu arch. Tadeusza Wróbla.
W 1940 hotel został przemianowany na „Lwów”, a w czasach sowieckich został włączony do sieci Intourist, stąd jego ówczesna nazwa. W okresie sowieckim hotel cieszył się również popularnością wśród gości zagranicznych. Po odzyskaniu niepodległości przywrócono jego wcześniejszą spopularyzowaną nazwę „Georges”.

## Architektura
Wskutek wielokrotnych przebudów i nadbudów architektura hotelu jest niejednolita stylistycznie. Na pierwotną architekturę utrzymaną w stylu włoskiego renesansu nałożyły się elementy secesji i Art déco.
Fasady zdobią rzeźby: św. Jerzy (płaskorzeźba autorstwa Antoniego Popiela) oraz alegorie Europy, Azji, Ameryki i Afryki (autorstwa Leonarda Marconiego przy współpracy Antoniego Popiela).

## Goście hotelu George
- Honoré de Balzac
- Nikita Chruszczow
- Iwan Franko
- Jan Kiepura (1931)
- Franciszek Józef I
- Jurij Gagarin
- Ferenc Liszt
- Ignacy Jan Paderewski
- Józef Piłsudski
- Maurice Ravel
- Władysław Reymont
- Jean Paul Sartre
- Henryk Sienkiewicz
- Richard Strauss
- Ethel Lilian Voynich
- Mozaffar ad-Din Szah Kadżar

## Galeria rzeźb

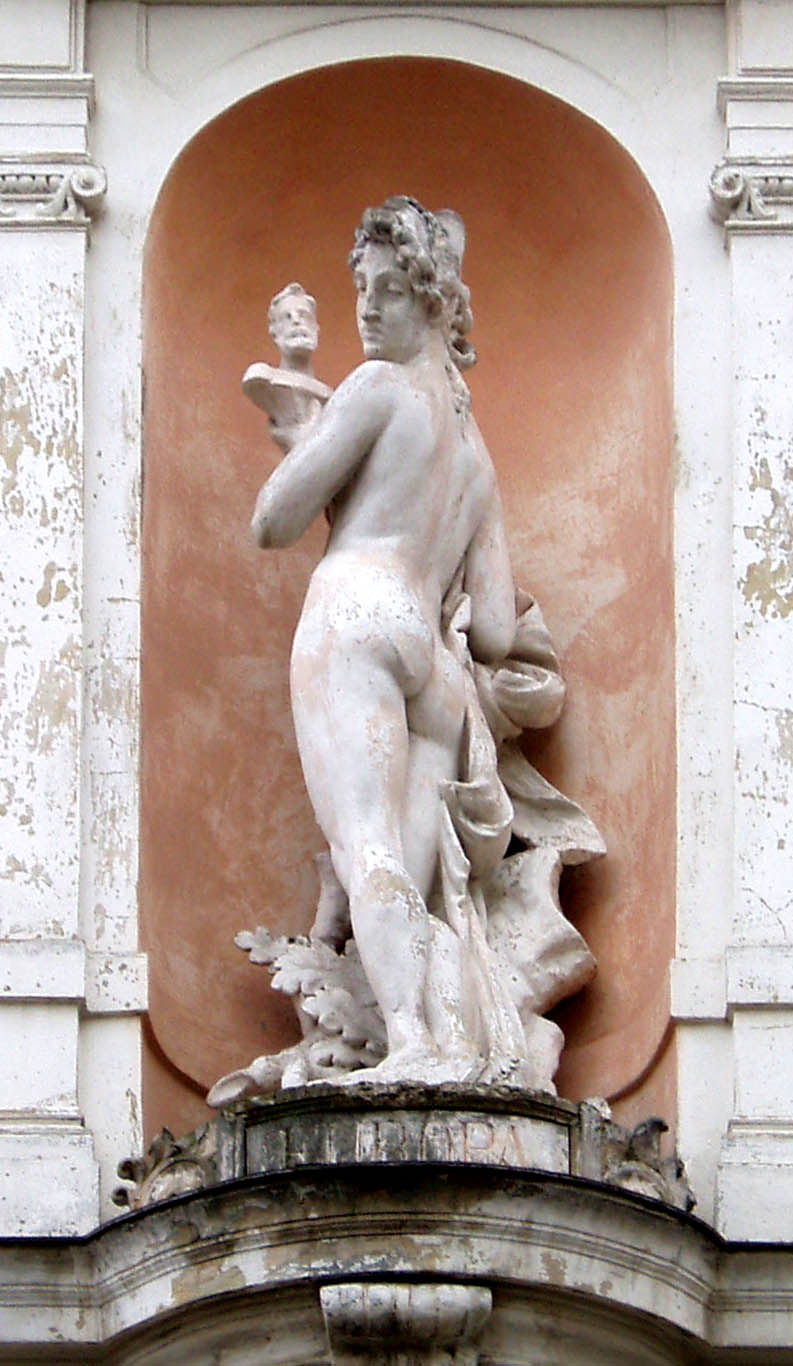
Europa
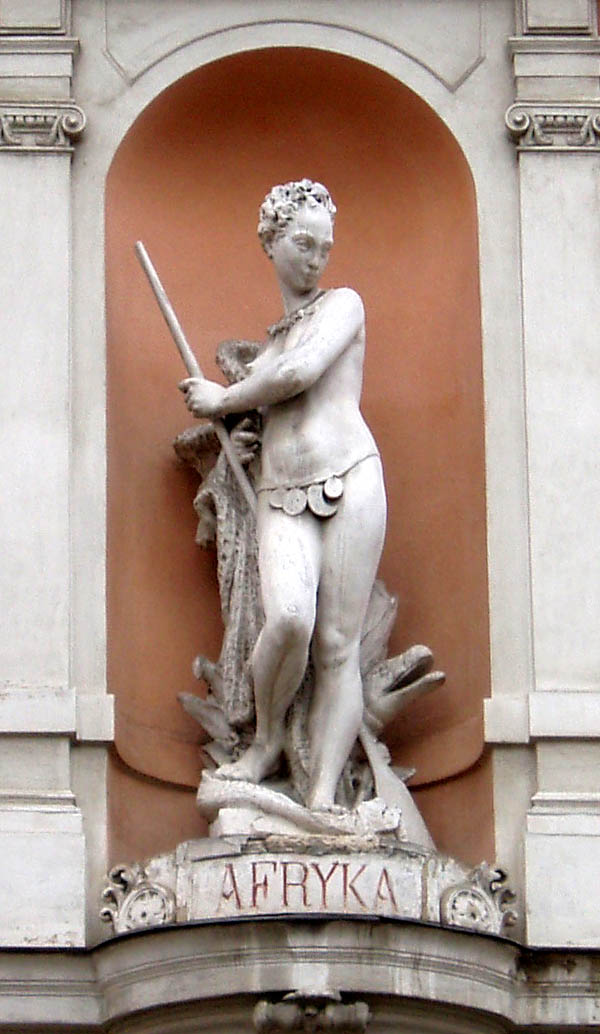
Afryka
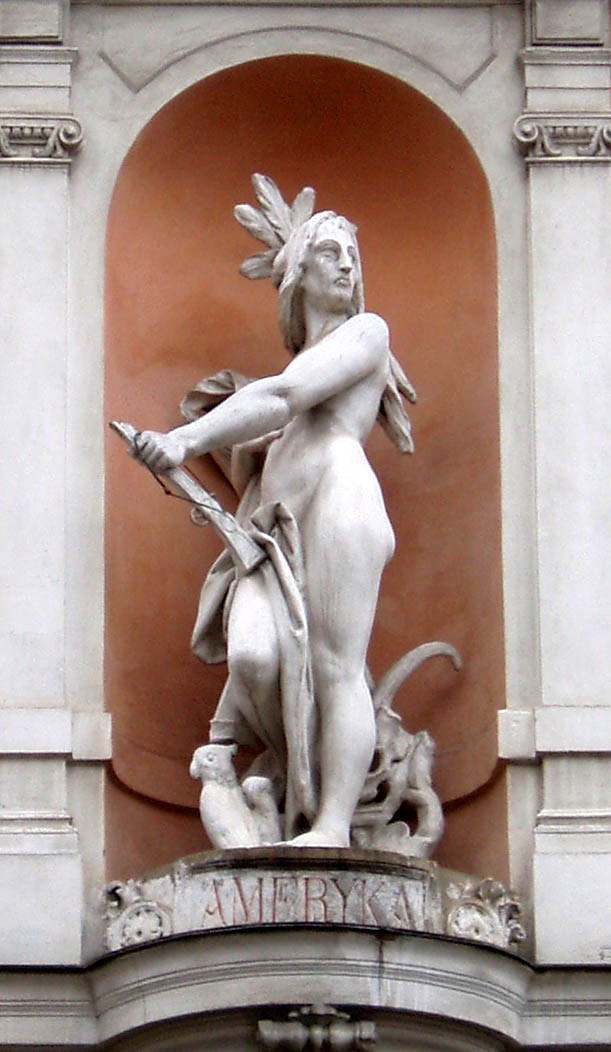
Ameryka
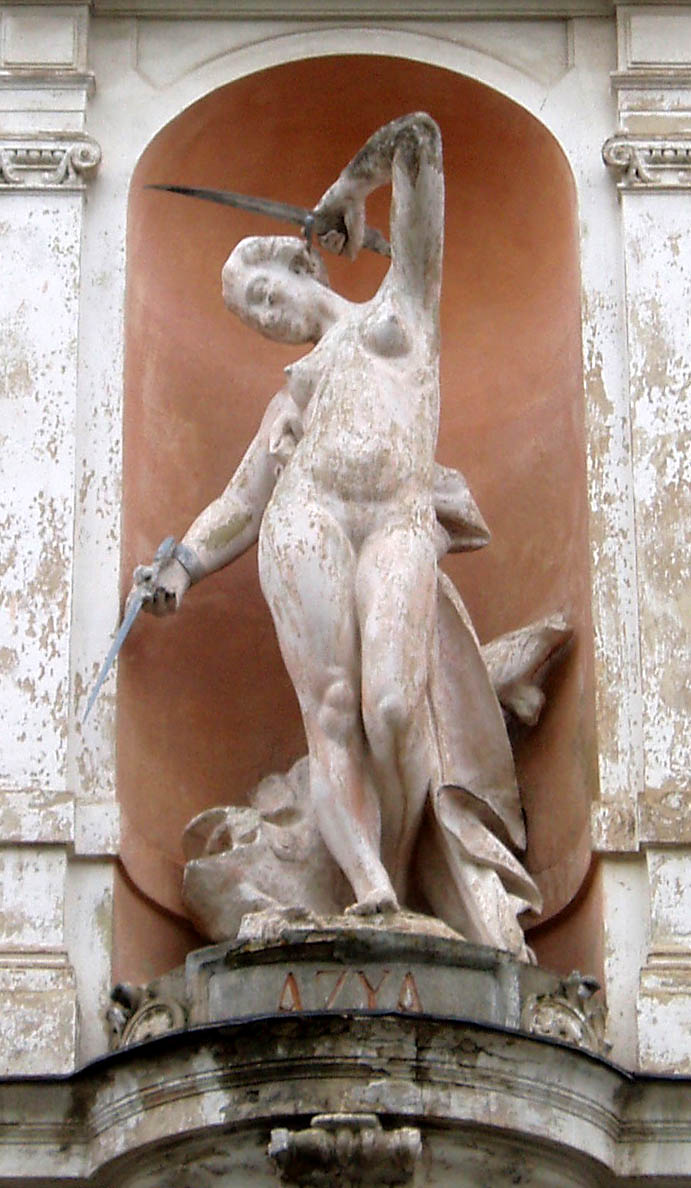
Azja